# بيت محفد (بني مطر)

تعديل مصدري - تعديل

بيت محفد هي إحدى قرى عزلة شهاب الأعلى بمديرية بني مطر التابعة لمحافظة صنعاء، بلغ تعداد سكانها 392 نسمة حسب تعداد اليمن لعام 2004.